# Gammfäbodbergtjärnen
Gammfäbodbergtjärnen är en sjö i Åsele kommun i Lappland och ingår i Ångermanälvens huvudavrinningsområde.